# Sepp Maier
Josef Dieter "Sepp" Maier (sinh 28 tháng 2 năm 1944 tại Metten, Đức) là một cựu thủ môn chuyên nghiệp của Đức. Ông được coi là một trong những thủ môn hay nhất mọi thời đại.

## Câu lạc bộ
Sinh ra tại Metten, Bavaria, ông dành trọn vẹn sự nghiệp của mình thi đấu cho Bayern München. Ông đã cùng Bayern München thi đấu thành công và đạt 4 chức vô đich Bundesliga và 3 cúp Châu Âu. Từ năm 1966-1977 ông thi đấu cho Bayern München 422 trận liên tục, đó là một kỉ lục đến nay vẫn chưa bị phá. Ông được bình chọn là cầu thủ xuất sắc nhất Tây Đức 3 lần (1975, 1977, 1978).

## Đội tuyển Quốc gia
Sepp Maier tham gia 4 kỳ World cúp với đội tuyển Tây Đức. World Cup 1966 tổ chức trên nước Anh ông là người thế chỗ cho thủ môn Hans Tilkowski. World Cup 1970 ở México ông là thủ môn chính, ông chơi tất cả các trận của Đức. Giải đó Đức đã thua Ý 3-4 trong trận bán kết và sau đó đạt được hạng 3. World Cup 1974 tổ chức trên sân nhà, với phong độ tuyệt vời ông đã giúp cho đội nhà giành chiển thắng trước Hà Lan 2-1 trong trận chung kết và đoạt cúp vàng danh giá. World Cup 1978 đội tuyển của ông đã không vượt qua được vòng 2. Ông cũng là thành viên của đội tuyển Tây Đức đoạt cúp vô địch Euro 1972 và á quân Euro 1976 sau khi thua Tiệp Khắc ở loạt đá luân lưu. Ông giải nghệ năm 1979. Sau khi giải nghệ ông tham gia làm huấn luyện viên thủ môn cho Bayern München và đội tuyển Đức. Tháng 3 năm 2004 ông được bầu chọn vào danh sách FIFA 100.

## Danh hiệu
- Vô địch Đức: 1969, 1972, 1973, 1974
- Cup QG Đức: 1966, 1967, 1969, 1971
- Cup châu Âu: 1974, 1975, 1976
- Cup Winners' Cup: 1967
- Cup liên lục địa: 1976
- Vô địch World Cup: 1974
- Vô địch Euro: 1972